# Mønbo Herred

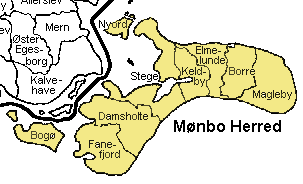
Mønbo Herred

Mønbo Herred was een herred in het voormalige Præstø Amt in Denemarken. Het omvat het eiland Møn en enkele kleinere omliggende eilanden. Eerder was het eiland verdeeld in een ooster en wester herred. In 1970 werd het deel van de nieuwe provincie Storstrøm.

## Parochies
Naast de stad Stege omvatte de herred acht parochies.
- Bogø
- Borre
- Damsholte
- Elmelunde
- Fanefjord
- Keldby
- Magleby
- Nyord
- Stege